# Jay Obernolte

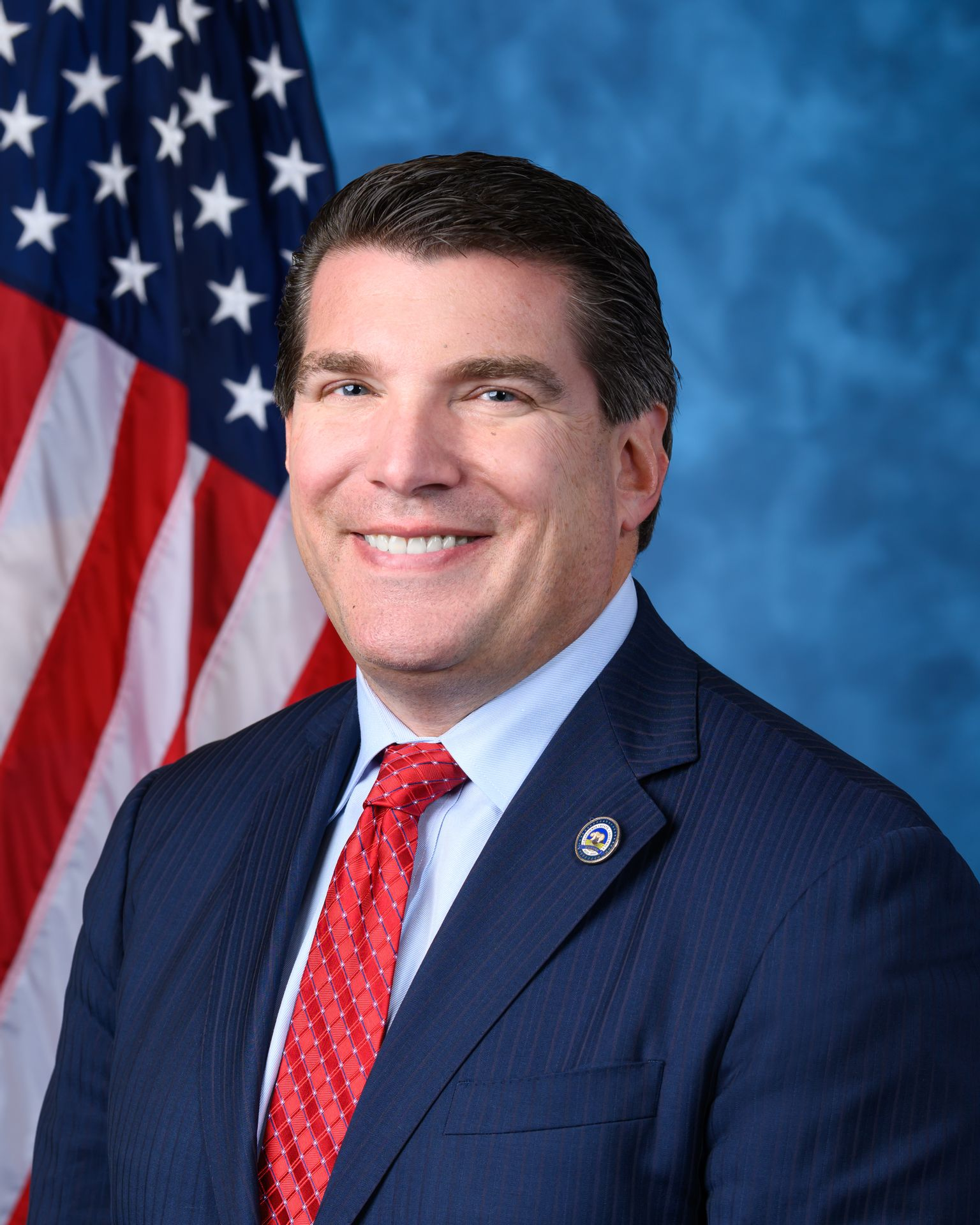
Jay Obernolte (2020)

Jay Phillip Obernolte (* 18. August 1970 in Chicago, Cook County, Illinois) ist ein US-amerikanischer Unternehmer und Politiker der Republikanischen Partei. Seit 2021 vertritt er den achten Distrikt des Bundesstaats Kalifornien im US-Repräsentantenhaus. Ab Januar 2023 wird er den 23. Distrikt repräsentieren. Er ist Eigentümer des US-amerikanischen Computerspielentwicklers FarSight Studios.

## Werdegang
Obernolte wuchs in Fresno (Kalifornien) auf und schloss dort die örtliche Highschool im Jahr 1988 ab. Er begann ein Studium am California Institute of Technology (Pasadena), das er 1992 mit einem Bachelor of Science im Fach „Engineering and applied science“ abschloss. Er wechselte dann an die University of California in Los Angeles und schloss dort 1997 mit einem Master of Science in artificial intelligence ab.
Noch während des Studiums gründete er 1990 die FarSight Studios, ein Unternehmen, das sich auf die Entwicklung von familienfreundlichen Computerspielen spezialisiert hat. Einige Spiele von FarSight Studios erhielten Auszeichnungen. Zu den Kunden des Studios mit 25 Mitarbeitern zählen Sony, Microsoft, Google und Apple.
Im Jahr 2020 erlangte er an der California Baptist University den Doctor of Public Administration.
Obernolte lebt mit seiner Frau Heather in Big Bear Lake. Das Paar hat zwei gemeinsame Kinder.

## Politik

### Kommunale und Regionale Ebene
Im Jahr 2010 wurde Obernolte in den Stadtrat von Big Bear Lake gewählt und übernahm das Amt des Bürgermeisters. Bereits 2005 wurde er in den Verwaltungsrat des örtlichen Flughafens gewählt, dessen Vorsitz er fünf Jahre später übernahm und drei Jahre lang innehatte.
Obernolte verkündete 2014 seine Kandidatur für die California State Assembly als Nachfolger von Tim Donnelly für den 33. Distrikt, der seinerseits seine Kandidatur für die Wahlen zum Gouverneur von Kalifornien angekündigt hatte. Obernoltes Kandidatur wurde unter anderem von der Republikanischen Partei Kaliforniens unterstützt. Er gewann die Wahlen im November 2014 deutlich gegen seinen Konkurrenten der Demokraten und konnte in den Wahlen 2016 und 2018 seinen Sitz erfolgreich verteidigen.

### US-Repräsentantenhaus
Nach der Ankündigung Paul Cooks, 2020 nicht mehr in den Kongresswahlen anzutreten, kündigte Obernolte seine Kandidatur für den frei werdenden Sitz an. Seine Kandidatur wurde unter anderem vom damaligen US-Präsidenten Donald Trump unterstützt, der einen entsprechenden Tweet verfasste. Bei den Wahlen am 6. November 2020 konnte er sich mit 56,1 % gegen die Kandidatin der Demokraten, Christine Bubser, durchsetzen. Seine aktuelle Legislaturperiode im Repräsentantenhaus des 117. Kongresses läuft noch bis zum 3. Januar 2023.
Die offene Primary (Vorwahl) für die Wahlen 2022, nunmehr für den 23. Wahlbezirk, am 7. Juni konnte er mit über 60 % klar gewinnen. Er trat am 8. November 2022 gegen Derek Marshall von der Demokratischen Partei an. Er konnte diese Wahl mit 60,6 % der Stimmen deutlich für sich entscheiden und war dadurch auch im Repräsentantenhaus des 118. Kongresses vertrete. Bei der  Vorwahl zur Kongresswahl 2024 traten nur Obernolte und erneut Derek Marshall an, womit beide sich automatisch für die Stichwahl qualifizierten. In der Hauptwahl wurde Obernolte mit 60,1 % in den 119. Kongress gewählt.

### Ausschüsse
Er ist aktuell Mitglied in folgenden Ausschüssen des Repräsentantenhauses:
- Committee on Natural Resources
  - For Indigenous Peoples of the United States
  - National Parks, Forests, and Public Lands
- Committee on Science, Space, and Technology
  - Energy
  - Investigations and Oversight (Ranking Member)
- Committee on the Budget

Außerdem ist er Mitglied in über einem Dutzend Caucuses.

### Kontroversen
Obernolte gehörte zu den Mitgliedern des Repräsentantenhauses, die bei der Auszählung der Wahlmännerstimmen bei der Präsidentschaftswahl 2020 für die Anfechtung des Wahlergebnisses stimmten. Präsident Trump hatte wiederholt propagiert, dass es umfangreichen Wahlbetrug gegeben hätte, so dass er sich als Sieger der Wahl sah. Für diese Behauptungen wurden keinerlei glaubhafte Beweise eingebracht. Der Supreme Court wies eine entsprechende Klage mit großer Mehrheit ab, wobei sich auch alle drei von Trump nominierten Richter gegen die Klage stellten.